# Палестинская гадюка Вернера
Палестинская гадюка Вернера (лат. Daboia palaestinae) — ядовитая змея семейства гадюковых. Обитает на Ближнем Востоке (Сирия, Ливан, Иордания, Израиль).

## Таксономия
Вид Vipera palaestinae описан в 1938 году Францем Вернером по типовому экземпляру из Хайфы. До этого времени представители данной разновидности гадюк в Палестине считались принадлежащими к малоазиатским гадюкам V. xanthina, чей ареал включает территорию Турции. В более поздних публикациях палестинская гадюка также могла рассматриваться как подвид малоазиатской.
В настоящее время бо́льшая часть исследователей относит палестинскую гадюку Вернера к роду Daboia; Фриц-Юрген Обст, первый герпетолог, предложивший такую классификацию в 1983 году, включал в род Daboia также малоазиатскую гадюку, мавританскую гадюку и гюрзу.

## Внешний вид и образ жизни
Палестинская гадюка Вернера — крупная ядовитая змея, длина которой достигает 1,35 м, а масса тела 1,5 кг. Голова треугольная при виде сверху из-за массивных ядовитых желез, расположенных по обе стороны черепа. Тело толстое, с коротким хвостом. Внешне напоминает ещё более крупную гадюку Расселла, с которой имеет схожую окраску тела и головы, особенно у экземпляров, у которых основным цветом чешуи является бледно-оранжевый с красно-бурым спинным зигзагом, разбитым на отдельные ромбы. Половой диморфизм в размерах тела (SVL) отсутствует.
Ведёт ночной образ жизни, днём скрываясь в прохладных местах под камнями и кустами. Охотится на разнообразных мелких животных — преимущественно грызунов и земноводных, которых убивает укусом ядовитых зубов, заглатывая затем мёртвое тело, но яд палестинской гадюки, содержащий прокоагулянты и геморрагины (токсины, усиливающие кровоточивость тканей), достаточно сильнодействующий, чтобы быть смертельным для человека. Яйцекладущий вид (в отличие от подавляющего большинства настоящих гадюк, являющихся живородящими), в кладке от 7 до 22 яиц. Яйца откладываются в августе, после майского совокупления. Детёныши вылупляются через 39—62 дня, в зависимости от температур.

## Ареал и взаимодействие с человеком
Палестинская гадюка обитает на высотах до 1,5 км в западной Сирии, Ливане, северном и центральном Израиле (включая палестинские территории) и северо-западной Иордании. Встречается в большинстве средиземноморских экосистем, в том числе на сельскохозяйственных землях и вблизи от человеческого жилья. Не обнаружена на территории Турции.
На территории своего обитания палестинская гадюка, по-видимому, является распространённым видом; согласно Международному союзу охраны природы, она относится к видам под наименьшей угрозой исчезновения. Угрозы для данного вида совпадают с угрозами для всех ядовитых змей, которых отлавливают для добычи яда или борются как с возможной опасностью для человеческой жизни: в Израиле часты случаи, когда палестинская гадюка, ввиду своей распространённости вблизи человеческого жилья, кусает людей, в том числе со смертельным исходом. Столкновений с палестинской гадюкой не предотвращает даже тот факт, что атаку она предваряет поднятием головы и шипением.